# Ejército de Liberación Bávaro
El Ejército de Liberación Bávaro (ELB) (alemán: Bajuwarische Befreiungsarmee (BBA) es una organización terrorista de extrema derecha austríaca. Su fin es crear un estado que sea homógeno éticamente y teutónico.

## Actividad Armada

### Primeros ataques
En diciembre de 1993 Franz Fuch empezó su cruzada con cartas bomba. Las primeras víctimas fueron el sacerdote August Janisch (por su ayuda a los refugiados), Silvana Meixner (periodista de la ORF para las minorías) y el alcalde de Viena, Helmut Zilk, que perdió gran parte de su mano izquierda en la explosión. Otras bombas de correo que fueron descubiertas y neutralizadas fueron dirigidas a Helmut Schüller (organización humanitaria Caritas), los políticos verdes Madeleine Petrovic y Terezija Stoisits, Wolfgang Gombocz y la ministra Johanna Dohnal.
Mientras intentaba desarmar un artefacto explosivo improvisado encontrado en una escuela bilingüe en Carintia, el oficial de policía Theo Kelz perdió ambas manos el 24 de agosto de 1994 (Kelz posteriormente se convirtió en el primer austríaco en recibir un trasplante de mano doble y se recuperó de manera impresionante). Franz Fuchs se atribuyó la responsabilidad de sus ataques en una carta al ministro de Relaciones Exteriores de Eslovenia en septiembre de 1994, a nombre del "Salzburger Eidgenossenschaft - Bajuwarische Befreiungsarmee" (Ejército de Liberación de Baviera). En varias cartas posteriores, trató de dar la impresión de una organización más grande con diferentes unidades. Sin embargo, desde la segunda ola de bombas de correo en octubre de 1994, ni una sola exploto, llegando a mandarlas a ciudades como Innsbruck y Salzburgo.

### Atentado de Oberwart
El 5 de febrero de 1995, cuatro gitanos murieron en Oberwart con un artefacto explosivo improvisado con bomba de tubo que estaba adherido a un cartel que decía "Roma zurück nach Indien" ("Gitanos regresen a la India"). Fue el peor ataque terrorista racial en la Austria de la posguerra y fue el primer ataque fatal de Fuchs. La bomba estaba programada para explotar a la altura del pecho cuando alguien tocaba el paquete con el mensaje.
Al día siguiente, en la cercana Stinatz, poblada principalmente por austríacos de ascendencia croata, una bomba con un panfleto "Regresen a Dalmacia" hirió a un trabajador de la basura.
Entre junio y diciembre de 1995 envió tres oleadas más de bombas de correo. La tercera ola estaba dirigida a la presentadora de televisión Arabella Kiesbauer, Dietrich Szameit (vicealcalde de Lübeck) y una agencia de citas. Kiesbauer y Szameit no abrieron sus cartas ellos mismos y no resultaron heridos. La ola número cuatro estaba dirigida a dos médicos y una trabajadora humanitaria de refugiados, Maria Loley. Un médico de Siria y Maria Loley resultaron heridos; la otra bomba de correo, dirigida a un médico surcoreano, fue descubierta y neutralizada. Dos bombas de correo de la ola número cinco detonaron temprano en los buzones, las dos restantes fueron descubiertas y neutralizadas. Este fue el último incidente antes de que Fuchs fuera arrestado.

## Arresto, juicio y muerte

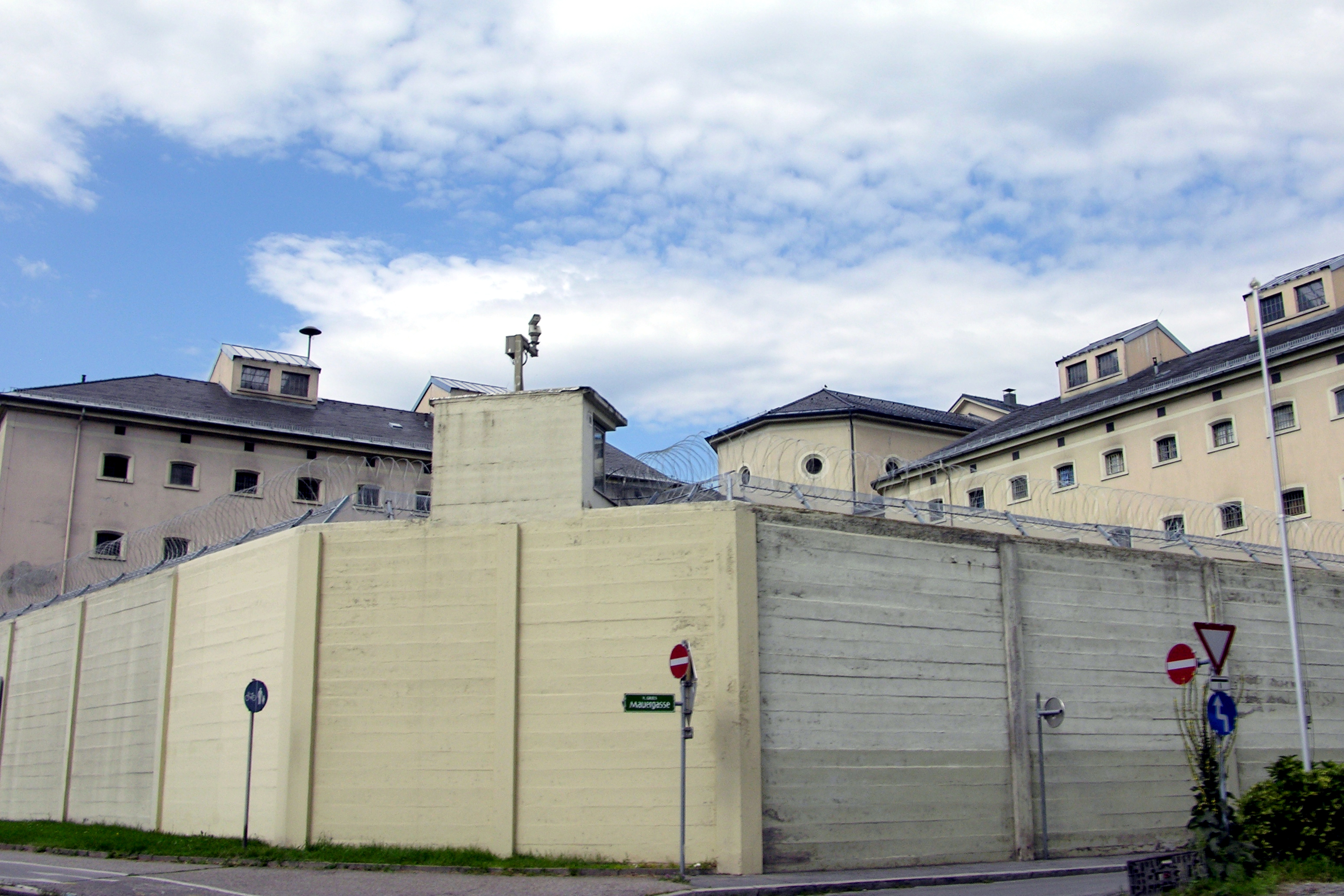
Prisión de Graz-Karlau

Antes de su arresto, Fuchs se había vuelto muy paranoico. El 1 de octubre de 1997, cerca de su residencia en Gralla, siguió en un automóvil a dos mujeres que creía que lo estaban observando. Cuando la policía intentó interrogarlo sobre lo que creían que era un caso rutinario de acoso, sacó otro artefacto explosivo improvisado que había guardado en su automóvil y lo detonó en sus manos frente a los policías. Su intento de suicidio falló, pero perdió ambas manos y también hirió a un policía cercano. Fuchs fue arrestado sin oponer más resistencia y, después de un juicio que muchos en Austria consideraron que no había hecho todos los intentos para descubrir detalles profundos, fue condenado a cadena perpetua el 10 de marzo de 1999. Debido a su comportamiento rebelde durante el juicio, Fuchs había forzó repetidamente su expulsión de los procedimientos judiciales.
Franz Fuchs, el único miembro del ELB, fue condenado el 10 de marzo de 2001 por 29 atentados. Los atentados de Fuchs, primariamente cartas bombas, fueron dirigidos a minoridades y refugiados, además de abogados austriacos y alemanes de esas poblaciones. El 26 de febrero del 2000, Fuchs fue hallado colgado con el cable de su rasuradora eléctrica en su celda en la prisión de Graz-Karlau. El médico de la prisión determinó que era un suicidio.

## Preguntas sin resolver
Aunque el caso se cerró oficialmente después de la sentencia de Fuchs, y aunque se determinó que el Ejército de Liberación de Baviera nunca había existido como una organización terrorista en el sentido estricto seguían existiendo dudas sobre si Fuchs había cometido sus acciones sin ningún apoyo o conocimiento tácito de simpatizantes.
Una búsqueda exhaustiva de las dos habitaciones de la casa de sus padres donde Fuchs había vivido reveló más artefactos explosivos improvisados, pero ningún rastro del equipo que habría necesitado para producir y manipular los explosivos inestables (incluido el Fulminato de mercurio y el nitroglicerol) en sus artefactos explosivos improvisados. La mayoría de las "cartas de confesión" de Fuchs mostraban una aptitud para la expresión verbal por la que no era conocido. Algunos se habían referido a asuntos internos en procedimientos policiales que no eran accesibles al público en general. Aún quedan más dudas sobre la muerte de Fuchs. Nunca se explicó correctamente cómo exactamente un hombre sin manos (Fuchs se negó sistemáticamente a que le adaptaran sus brazos protésicos avanzados) y bajo una videovigilancia casi constante las manipulaciones necesarias para convertir un cable eléctrico en una soga lo suficientemente robusta para colgarse con éxito.

## Aparición en otros medios
En 2007, el caso penal fue retratado en el docudrama Franz Fuchs-Ein Patriot, el papel de Franz Fuchs fue interpretado por el austriaco Karl Markovics.
En los juegos de computadoraHitman: Codename 47 y Hitman: Contracts, el personaje Frantz Fuchs parece estar basado en Franz. Frantz es un terrorista austríaco que sirvió en Hitlerjugend cuando era joven y planea volar un hotel en el que se está celebrando una cumbre de paz de la ONU.